# Dyskografia Buju Bantona
Dyskografia Buju Bantona, jamajskiego wykonawcy reggae i dancehall

## Albumy

### Studyjne
- 1992: Stamina Daddy
- 1992: Mr. Mention
- 1993: Voice of Jamaica
- 1995: 'Til Shiloh
- 1997: Inna Heights
- 2000: Unchained Spirit
- 2003: Friends for Life
- 2006: Too Bad
- 2009: Rasta Got Soul
- 2010: Before The Dawn

### Kompilacje
- 1994: Reggae Hits Vol. 13 (Charm)
- 1995: Just Ragga 8 (Charm)
- 1997: Penthouse Cultural Center Vol. 1 (Penthouse Records)
- 2000: Greensleeves Rhythm Album #6: Latino & Boasy Gal (Greensleeves Records)
- 2000: Greensleeves Rhythm Album #8: Highway (Greensleeves Records)
- 2000: Rudeboys inna Ghetto
- 2000: Dubbing with the Banton
- 2000: Culture Warrios (Brickwall)
- 2000: Sampler 21 (Greensleeves Records)
- 2001: Dancehall Anthems 2001 (Greensleeves Records)
- 2001: Sampler 22 (Greensleeves Records)
- 2001: Ultimate Collection
- 2001: The Best of the Early Years: 1990-1995
- 2002: Greensleeves Rhythm Album #21: Bad Kalic (Greensleeves Records)
- 2002: The Best of Buju Banton
- 2002: Want It
- 2003: Ragga Ragga Ragga 2003 (Greensleeves Records)
- 2003: Mad Sick Nah Good Mix (Greensleeves Records)
- 2003: Greensleeves Rhythm Album #36: Knock Out (Greensleeves Records)
- 2003: Greensleeves Rhythm Album #37: Krazy (Greensleeves Records)
- 2003: Greensleeves Rhythm Album #39: Bad Company (Greensleeves Records)
- 2003: Def Jamaica (Def Jam)
- 2003: One 2 One Riddim (Charm)
- 2003: Kings Of Zion Pt. 2 (Charm)
- 2003: Riddim Ryder: Goldmine (Charm)
- 2003: Surprise (Black Shadow)
- 2004: Ragga Ragga Ragga 2004 (Greensleeves Records)
- 2004: Buju and Friends
- 2004: Greensleeves Rhythm Album #56: Mad Guitar (Greensleeves Records)
- 2004: Greensleeves Rhythm Album #58: Summer Bounce (Greensleeves Records)
- 2005: Hard Drugs Riddim (Delperies/In The Streetz)
- 2006: Ragga Ragga Ragga 2006 (Greensleeves Records)
- 2006: Toppa di Top and Dirty Rhythms
- 2006: 20th Century Masters – The Millennium Collection: The Best of Buju Banton
- 2007: 90's Hardcore Ragga Dancehall Mix (Greensleeves Records)
- 2007: Energize Riddim (Amplex Records)
- 2007: Bad Dog Riddim (Black Shadow)
- 2007: Smile Excalibur Sound Vol. 2 (Gargamel Music)
- 2008: Greensleeves Rhythm Album #87: Airwaves (Greensleeves Records)
- 2008: Spring Sampler 08 (Greensleeves Records)
- 2008: Jamrock Classics Vol. 1 (Gargamel Music)

## Single
- 1991: "Love Black Woman" / Penthouse
- 1992: "Batty Rider" / Penthouse
- 1992: "Buju Moving" / Penthouse
- 1992: "Boom Bye Bye" / Shang
- 1992: "Petty Thief Fi Dead" / Penthouse
- 1992: "Certain Gal" / unknown label
- 1992: "Bogle" / Madhouse
- 1992: "Stamina Daddy" / Techniques
- 1993: "No Second Class Love" (feat. Carol Gonzales) / Penthouse
- 1993: "Tribal War" (feat. Tony Rebel & Terry Ganzie) / Penthouse
- 1993: "Who Say" (feat. Beres Hammond) / Penthouse
- 1993: "Discovery" (feat. Marcia Griffiths, Tony Rebel & Cutty Ranks) / Penthouse
- 1993: "Operation Ardent" / Penthouse
- 1993: "Deportees" / Penthouse
- 1993: "Make My Day" / Penthousel
- 1994: "Murderer" / Penthouse
- 1994: "Mind Behind The Wine" / Penthouse
- 1995: "Sensimellia Persecution" / Penthouse
- 1995: "Champion" / Penthouse
- 1996: "Love Sponge" / Gargamel
- 1996: "Jungle To Back-A-Wall" / Penthouse
- 1997: "My Woman" / Penthouse
- 1997: "How It Ago Go" / Mad House
- 1997: "Gal You A De Best" / Penthouse
- 1997: "Legalize It" / Gargamel
- 1997: "Honey Comb (feat. Beres Hammond" / Penthouse
- 2000: "Unchained Spirit" / unknown label
- 2003: "One To One" / Digital B
- 2003: "Paid Not Played" / Black Shadow
- 2004: "Easy At All" / Purple Skunk
- 2004: "A Who" / In The Streetz
- 2004: "Why" / Stingray
- 2004: "Can't Get Weary" (feat. Culture) / Penthouse
- 2004: "Ghetto Reality" / Dutty Sokz
- 2004: "Crazy Look Good" / Mo Music
- 2004: "Loving In The Streets" (feat. Beres Hammond, Assassin, Richie Rich & Marcia Griffiths) / Penthouse
- 2004: "My Pen" / Kingston 5
- 2004: "Destiny" / Penthouse
- 2004: "Small Axe" / Penthouse
- 2004: "How Are We Gonna Survive?" / unknown label
- 2005: "Must Get A Beaten" (feat. Peter Tosh) / Rocky Ribs
- 2005: "Ride This" / Steely & Clevie
- 2005: "Magic City" / Gargamel
- 2006: "Mr. Bad Mind" / Tuff Gong
- 2007: "Don't Follow" / Heart Of Love
- 2007: "Crazy Talk" / Black Shadow
- 2007: "Knock Knock" / John John
- 2007: "Bobby Red" / Penthouse
- 2007: "Cow Boyz" / Gargamel
- 2007: "Curfew" (feat. New Kidz) / Gargamel
- 2007: "African" (feat. Beres Hammond, Louie Culture, Marica Griffiths, Queen Africa, Tony Rebel, Gramps Morgan) / Penthouse
- 2008: "Flava" / Ward 21